# Лепюшутца тема
Те́ма Лепюшутца — тема в шаховій композиції в багатоходівці. Суть теми — вступним ходом біла фігура провокує шах білому королю з метою переходу білого короля на вигідне поле без втрати темпу.

## Історія
Цю ідею запропонував в середині ХХ століття австрійський шаховий композитор Ханс Лепюшутц (05.08.1910 — 06.09.1984).
В початковій позиції білий король стоїть на полі, невигідному для білих. Якщо білий король просто зробить хід на потрібне поле, то загубиться темп і білі не встигають оголосити мат чорному королю в заявлену кількість ходів, тобто чорні спростовують хибний слід (хід). Для досягнення мети білі роблять такий вступний хід, який змушує чорних оголошувати шах білому королю й король потрапляє наступним ходом на потрібне поле, чорні змушені знову повертатися на попереднє поле і білими темп не загублено, внаслідок чого вони досягають мети.
Ідея дістала назву — тема Лепюшутца.
|   | a | b | c | d | e | f | g | h |   |
| 8 | a8 чорний король · a7 білий пішак · g7 білий ферзь · h7 білий король · a6 чорний пішак · d6 чорний пішак · c5 чорний пішак · f5 чорний пішак · g5 чорний пішак · c4 білий слон · h4 біла тура · d2 чорна тура · a1 чорна тура · c1 чорний слон | a8 чорний король · a7 білий пішак · g7 білий ферзь · h7 білий король · a6 чорний пішак · d6 чорний пішак · c5 чорний пішак · f5 чорний пішак · g5 чорний пішак · c4 білий слон · h4 біла тура · d2 чорна тура · a1 чорна тура · c1 чорний слон | a8 чорний король · a7 білий пішак · g7 білий ферзь · h7 білий король · a6 чорний пішак · d6 чорний пішак · c5 чорний пішак · f5 чорний пішак · g5 чорний пішак · c4 білий слон · h4 біла тура · d2 чорна тура · a1 чорна тура · c1 чорний слон | a8 чорний король · a7 білий пішак · g7 білий ферзь · h7 білий король · a6 чорний пішак · d6 чорний пішак · c5 чорний пішак · f5 чорний пішак · g5 чорний пішак · c4 білий слон · h4 біла тура · d2 чорна тура · a1 чорна тура · c1 чорний слон | a8 чорний король · a7 білий пішак · g7 білий ферзь · h7 білий король · a6 чорний пішак · d6 чорний пішак · c5 чорний пішак · f5 чорний пішак · g5 чорний пішак · c4 білий слон · h4 біла тура · d2 чорна тура · a1 чорна тура · c1 чорний слон | a8 чорний король · a7 білий пішак · g7 білий ферзь · h7 білий король · a6 чорний пішак · d6 чорний пішак · c5 чорний пішак · f5 чорний пішак · g5 чорний пішак · c4 білий слон · h4 біла тура · d2 чорна тура · a1 чорна тура · c1 чорний слон | a8 чорний король · a7 білий пішак · g7 білий ферзь · h7 білий король · a6 чорний пішак · d6 чорний пішак · c5 чорний пішак · f5 чорний пішак · g5 чорний пішак · c4 білий слон · h4 біла тура · d2 чорна тура · a1 чорна тура · c1 чорний слон | a8 чорний король · a7 білий пішак · g7 білий ферзь · h7 білий король · a6 чорний пішак · d6 чорний пішак · c5 чорний пішак · f5 чорний пішак · g5 чорний пішак · c4 білий слон · h4 біла тура · d2 чорна тура · a1 чорна тура · c1 чорний слон | 8 |
| 7 | a8 чорний король · a7 білий пішак · g7 білий ферзь · h7 білий король · a6 чорний пішак · d6 чорний пішак · c5 чорний пішак · f5 чорний пішак · g5 чорний пішак · c4 білий слон · h4 біла тура · d2 чорна тура · a1 чорна тура · c1 чорний слон | a8 чорний король · a7 білий пішак · g7 білий ферзь · h7 білий король · a6 чорний пішак · d6 чорний пішак · c5 чорний пішак · f5 чорний пішак · g5 чорний пішак · c4 білий слон · h4 біла тура · d2 чорна тура · a1 чорна тура · c1 чорний слон | a8 чорний король · a7 білий пішак · g7 білий ферзь · h7 білий король · a6 чорний пішак · d6 чорний пішак · c5 чорний пішак · f5 чорний пішак · g5 чорний пішак · c4 білий слон · h4 біла тура · d2 чорна тура · a1 чорна тура · c1 чорний слон | a8 чорний король · a7 білий пішак · g7 білий ферзь · h7 білий король · a6 чорний пішак · d6 чорний пішак · c5 чорний пішак · f5 чорний пішак · g5 чорний пішак · c4 білий слон · h4 біла тура · d2 чорна тура · a1 чорна тура · c1 чорний слон | a8 чорний король · a7 білий пішак · g7 білий ферзь · h7 білий король · a6 чорний пішак · d6 чорний пішак · c5 чорний пішак · f5 чорний пішак · g5 чорний пішак · c4 білий слон · h4 біла тура · d2 чорна тура · a1 чорна тура · c1 чорний слон | a8 чорний король · a7 білий пішак · g7 білий ферзь · h7 білий король · a6 чорний пішак · d6 чорний пішак · c5 чорний пішак · f5 чорний пішак · g5 чорний пішак · c4 білий слон · h4 біла тура · d2 чорна тура · a1 чорна тура · c1 чорний слон | a8 чорний король · a7 білий пішак · g7 білий ферзь · h7 білий король · a6 чорний пішак · d6 чорний пішак · c5 чорний пішак · f5 чорний пішак · g5 чорний пішак · c4 білий слон · h4 біла тура · d2 чорна тура · a1 чорна тура · c1 чорний слон | a8 чорний король · a7 білий пішак · g7 білий ферзь · h7 білий король · a6 чорний пішак · d6 чорний пішак · c5 чорний пішак · f5 чорний пішак · g5 чорний пішак · c4 білий слон · h4 біла тура · d2 чорна тура · a1 чорна тура · c1 чорний слон | 7 |
| 6 | a8 чорний король · a7 білий пішак · g7 білий ферзь · h7 білий король · a6 чорний пішак · d6 чорний пішак · c5 чорний пішак · f5 чорний пішак · g5 чорний пішак · c4 білий слон · h4 біла тура · d2 чорна тура · a1 чорна тура · c1 чорний слон | a8 чорний король · a7 білий пішак · g7 білий ферзь · h7 білий король · a6 чорний пішак · d6 чорний пішак · c5 чорний пішак · f5 чорний пішак · g5 чорний пішак · c4 білий слон · h4 біла тура · d2 чорна тура · a1 чорна тура · c1 чорний слон | a8 чорний король · a7 білий пішак · g7 білий ферзь · h7 білий король · a6 чорний пішак · d6 чорний пішак · c5 чорний пішак · f5 чорний пішак · g5 чорний пішак · c4 білий слон · h4 біла тура · d2 чорна тура · a1 чорна тура · c1 чорний слон | a8 чорний король · a7 білий пішак · g7 білий ферзь · h7 білий король · a6 чорний пішак · d6 чорний пішак · c5 чорний пішак · f5 чорний пішак · g5 чорний пішак · c4 білий слон · h4 біла тура · d2 чорна тура · a1 чорна тура · c1 чорний слон | a8 чорний король · a7 білий пішак · g7 білий ферзь · h7 білий король · a6 чорний пішак · d6 чорний пішак · c5 чорний пішак · f5 чорний пішак · g5 чорний пішак · c4 білий слон · h4 біла тура · d2 чорна тура · a1 чорна тура · c1 чорний слон | a8 чорний король · a7 білий пішак · g7 білий ферзь · h7 білий король · a6 чорний пішак · d6 чорний пішак · c5 чорний пішак · f5 чорний пішак · g5 чорний пішак · c4 білий слон · h4 біла тура · d2 чорна тура · a1 чорна тура · c1 чорний слон | a8 чорний король · a7 білий пішак · g7 білий ферзь · h7 білий король · a6 чорний пішак · d6 чорний пішак · c5 чорний пішак · f5 чорний пішак · g5 чорний пішак · c4 білий слон · h4 біла тура · d2 чорна тура · a1 чорна тура · c1 чорний слон | a8 чорний король · a7 білий пішак · g7 білий ферзь · h7 білий король · a6 чорний пішак · d6 чорний пішак · c5 чорний пішак · f5 чорний пішак · g5 чорний пішак · c4 білий слон · h4 біла тура · d2 чорна тура · a1 чорна тура · c1 чорний слон | 6 |
| 5 | a8 чорний король · a7 білий пішак · g7 білий ферзь · h7 білий король · a6 чорний пішак · d6 чорний пішак · c5 чорний пішак · f5 чорний пішак · g5 чорний пішак · c4 білий слон · h4 біла тура · d2 чорна тура · a1 чорна тура · c1 чорний слон | a8 чорний король · a7 білий пішак · g7 білий ферзь · h7 білий король · a6 чорний пішак · d6 чорний пішак · c5 чорний пішак · f5 чорний пішак · g5 чорний пішак · c4 білий слон · h4 біла тура · d2 чорна тура · a1 чорна тура · c1 чорний слон | a8 чорний король · a7 білий пішак · g7 білий ферзь · h7 білий король · a6 чорний пішак · d6 чорний пішак · c5 чорний пішак · f5 чорний пішак · g5 чорний пішак · c4 білий слон · h4 біла тура · d2 чорна тура · a1 чорна тура · c1 чорний слон | a8 чорний король · a7 білий пішак · g7 білий ферзь · h7 білий король · a6 чорний пішак · d6 чорний пішак · c5 чорний пішак · f5 чорний пішак · g5 чорний пішак · c4 білий слон · h4 біла тура · d2 чорна тура · a1 чорна тура · c1 чорний слон | a8 чорний король · a7 білий пішак · g7 білий ферзь · h7 білий король · a6 чорний пішак · d6 чорний пішак · c5 чорний пішак · f5 чорний пішак · g5 чорний пішак · c4 білий слон · h4 біла тура · d2 чорна тура · a1 чорна тура · c1 чорний слон | a8 чорний король · a7 білий пішак · g7 білий ферзь · h7 білий король · a6 чорний пішак · d6 чорний пішак · c5 чорний пішак · f5 чорний пішак · g5 чорний пішак · c4 білий слон · h4 біла тура · d2 чорна тура · a1 чорна тура · c1 чорний слон | a8 чорний король · a7 білий пішак · g7 білий ферзь · h7 білий король · a6 чорний пішак · d6 чорний пішак · c5 чорний пішак · f5 чорний пішак · g5 чорний пішак · c4 білий слон · h4 біла тура · d2 чорна тура · a1 чорна тура · c1 чорний слон | a8 чорний король · a7 білий пішак · g7 білий ферзь · h7 білий король · a6 чорний пішак · d6 чорний пішак · c5 чорний пішак · f5 чорний пішак · g5 чорний пішак · c4 білий слон · h4 біла тура · d2 чорна тура · a1 чорна тура · c1 чорний слон | 5 |
| 4 | a8 чорний король · a7 білий пішак · g7 білий ферзь · h7 білий король · a6 чорний пішак · d6 чорний пішак · c5 чорний пішак · f5 чорний пішак · g5 чорний пішак · c4 білий слон · h4 біла тура · d2 чорна тура · a1 чорна тура · c1 чорний слон | a8 чорний король · a7 білий пішак · g7 білий ферзь · h7 білий король · a6 чорний пішак · d6 чорний пішак · c5 чорний пішак · f5 чорний пішак · g5 чорний пішак · c4 білий слон · h4 біла тура · d2 чорна тура · a1 чорна тура · c1 чорний слон | a8 чорний король · a7 білий пішак · g7 білий ферзь · h7 білий король · a6 чорний пішак · d6 чорний пішак · c5 чорний пішак · f5 чорний пішак · g5 чорний пішак · c4 білий слон · h4 біла тура · d2 чорна тура · a1 чорна тура · c1 чорний слон | a8 чорний король · a7 білий пішак · g7 білий ферзь · h7 білий король · a6 чорний пішак · d6 чорний пішак · c5 чорний пішак · f5 чорний пішак · g5 чорний пішак · c4 білий слон · h4 біла тура · d2 чорна тура · a1 чорна тура · c1 чорний слон | a8 чорний король · a7 білий пішак · g7 білий ферзь · h7 білий король · a6 чорний пішак · d6 чорний пішак · c5 чорний пішак · f5 чорний пішак · g5 чорний пішак · c4 білий слон · h4 біла тура · d2 чорна тура · a1 чорна тура · c1 чорний слон | a8 чорний король · a7 білий пішак · g7 білий ферзь · h7 білий король · a6 чорний пішак · d6 чорний пішак · c5 чорний пішак · f5 чорний пішак · g5 чорний пішак · c4 білий слон · h4 біла тура · d2 чорна тура · a1 чорна тура · c1 чорний слон | a8 чорний король · a7 білий пішак · g7 білий ферзь · h7 білий король · a6 чорний пішак · d6 чорний пішак · c5 чорний пішак · f5 чорний пішак · g5 чорний пішак · c4 білий слон · h4 біла тура · d2 чорна тура · a1 чорна тура · c1 чорний слон | a8 чорний король · a7 білий пішак · g7 білий ферзь · h7 білий король · a6 чорний пішак · d6 чорний пішак · c5 чорний пішак · f5 чорний пішак · g5 чорний пішак · c4 білий слон · h4 біла тура · d2 чорна тура · a1 чорна тура · c1 чорний слон | 4 |
| 3 | a8 чорний король · a7 білий пішак · g7 білий ферзь · h7 білий король · a6 чорний пішак · d6 чорний пішак · c5 чорний пішак · f5 чорний пішак · g5 чорний пішак · c4 білий слон · h4 біла тура · d2 чорна тура · a1 чорна тура · c1 чорний слон | a8 чорний король · a7 білий пішак · g7 білий ферзь · h7 білий король · a6 чорний пішак · d6 чорний пішак · c5 чорний пішак · f5 чорний пішак · g5 чорний пішак · c4 білий слон · h4 біла тура · d2 чорна тура · a1 чорна тура · c1 чорний слон | a8 чорний король · a7 білий пішак · g7 білий ферзь · h7 білий король · a6 чорний пішак · d6 чорний пішак · c5 чорний пішак · f5 чорний пішак · g5 чорний пішак · c4 білий слон · h4 біла тура · d2 чорна тура · a1 чорна тура · c1 чорний слон | a8 чорний король · a7 білий пішак · g7 білий ферзь · h7 білий король · a6 чорний пішак · d6 чорний пішак · c5 чорний пішак · f5 чорний пішак · g5 чорний пішак · c4 білий слон · h4 біла тура · d2 чорна тура · a1 чорна тура · c1 чорний слон | a8 чорний король · a7 білий пішак · g7 білий ферзь · h7 білий король · a6 чорний пішак · d6 чорний пішак · c5 чорний пішак · f5 чорний пішак · g5 чорний пішак · c4 білий слон · h4 біла тура · d2 чорна тура · a1 чорна тура · c1 чорний слон | a8 чорний король · a7 білий пішак · g7 білий ферзь · h7 білий король · a6 чорний пішак · d6 чорний пішак · c5 чорний пішак · f5 чорний пішак · g5 чорний пішак · c4 білий слон · h4 біла тура · d2 чорна тура · a1 чорна тура · c1 чорний слон | a8 чорний король · a7 білий пішак · g7 білий ферзь · h7 білий король · a6 чорний пішак · d6 чорний пішак · c5 чорний пішак · f5 чорний пішак · g5 чорний пішак · c4 білий слон · h4 біла тура · d2 чорна тура · a1 чорна тура · c1 чорний слон | a8 чорний король · a7 білий пішак · g7 білий ферзь · h7 білий король · a6 чорний пішак · d6 чорний пішак · c5 чорний пішак · f5 чорний пішак · g5 чорний пішак · c4 білий слон · h4 біла тура · d2 чорна тура · a1 чорна тура · c1 чорний слон | 3 |
| 2 | a8 чорний король · a7 білий пішак · g7 білий ферзь · h7 білий король · a6 чорний пішак · d6 чорний пішак · c5 чорний пішак · f5 чорний пішак · g5 чорний пішак · c4 білий слон · h4 біла тура · d2 чорна тура · a1 чорна тура · c1 чорний слон | a8 чорний король · a7 білий пішак · g7 білий ферзь · h7 білий король · a6 чорний пішак · d6 чорний пішак · c5 чорний пішак · f5 чорний пішак · g5 чорний пішак · c4 білий слон · h4 біла тура · d2 чорна тура · a1 чорна тура · c1 чорний слон | a8 чорний король · a7 білий пішак · g7 білий ферзь · h7 білий король · a6 чорний пішак · d6 чорний пішак · c5 чорний пішак · f5 чорний пішак · g5 чорний пішак · c4 білий слон · h4 біла тура · d2 чорна тура · a1 чорна тура · c1 чорний слон | a8 чорний король · a7 білий пішак · g7 білий ферзь · h7 білий король · a6 чорний пішак · d6 чорний пішак · c5 чорний пішак · f5 чорний пішак · g5 чорний пішак · c4 білий слон · h4 біла тура · d2 чорна тура · a1 чорна тура · c1 чорний слон | a8 чорний король · a7 білий пішак · g7 білий ферзь · h7 білий король · a6 чорний пішак · d6 чорний пішак · c5 чорний пішак · f5 чорний пішак · g5 чорний пішак · c4 білий слон · h4 біла тура · d2 чорна тура · a1 чорна тура · c1 чорний слон | a8 чорний король · a7 білий пішак · g7 білий ферзь · h7 білий король · a6 чорний пішак · d6 чорний пішак · c5 чорний пішак · f5 чорний пішак · g5 чорний пішак · c4 білий слон · h4 біла тура · d2 чорна тура · a1 чорна тура · c1 чорний слон | a8 чорний король · a7 білий пішак · g7 білий ферзь · h7 білий король · a6 чорний пішак · d6 чорний пішак · c5 чорний пішак · f5 чорний пішак · g5 чорний пішак · c4 білий слон · h4 біла тура · d2 чорна тура · a1 чорна тура · c1 чорний слон | a8 чорний король · a7 білий пішак · g7 білий ферзь · h7 білий король · a6 чорний пішак · d6 чорний пішак · c5 чорний пішак · f5 чорний пішак · g5 чорний пішак · c4 білий слон · h4 біла тура · d2 чорна тура · a1 чорна тура · c1 чорний слон | 2 |
| 1 | a8 чорний король · a7 білий пішак · g7 білий ферзь · h7 білий король · a6 чорний пішак · d6 чорний пішак · c5 чорний пішак · f5 чорний пішак · g5 чорний пішак · c4 білий слон · h4 біла тура · d2 чорна тура · a1 чорна тура · c1 чорний слон | a8 чорний король · a7 білий пішак · g7 білий ферзь · h7 білий король · a6 чорний пішак · d6 чорний пішак · c5 чорний пішак · f5 чорний пішак · g5 чорний пішак · c4 білий слон · h4 біла тура · d2 чорна тура · a1 чорна тура · c1 чорний слон | a8 чорний король · a7 білий пішак · g7 білий ферзь · h7 білий король · a6 чорний пішак · d6 чорний пішак · c5 чорний пішак · f5 чорний пішак · g5 чорний пішак · c4 білий слон · h4 біла тура · d2 чорна тура · a1 чорна тура · c1 чорний слон | a8 чорний король · a7 білий пішак · g7 білий ферзь · h7 білий король · a6 чорний пішак · d6 чорний пішак · c5 чорний пішак · f5 чорний пішак · g5 чорний пішак · c4 білий слон · h4 біла тура · d2 чорна тура · a1 чорна тура · c1 чорний слон | a8 чорний король · a7 білий пішак · g7 білий ферзь · h7 білий король · a6 чорний пішак · d6 чорний пішак · c5 чорний пішак · f5 чорний пішак · g5 чорний пішак · c4 білий слон · h4 біла тура · d2 чорна тура · a1 чорна тура · c1 чорний слон | a8 чорний король · a7 білий пішак · g7 білий ферзь · h7 білий король · a6 чорний пішак · d6 чорний пішак · c5 чорний пішак · f5 чорний пішак · g5 чорний пішак · c4 білий слон · h4 біла тура · d2 чорна тура · a1 чорна тура · c1 чорний слон | a8 чорний король · a7 білий пішак · g7 білий ферзь · h7 білий король · a6 чорний пішак · d6 чорний пішак · c5 чорний пішак · f5 чорний пішак · g5 чорний пішак · c4 білий слон · h4 біла тура · d2 чорна тура · a1 чорна тура · c1 чорний слон | a8 чорний король · a7 білий пішак · g7 білий ферзь · h7 білий король · a6 чорний пішак · d6 чорний пішак · c5 чорний пішак · f5 чорний пішак · g5 чорний пішак · c4 білий слон · h4 біла тура · d2 чорна тура · a1 чорна тура · c1 чорний слон | 1 |
|   | a | b | c | d | e | f | g | h |   |

FEN: k7/P5QK/p2p4/2p2pp1/2B4R/8/3r4/r1b5
1. Qc7? ~ 2. Qb8#, 1. ... Rb1!
1. Bb5? ~ 2. Bc6#, 1. ... ab! 2. Qc7? Ra7!
1. Rh2! ~ 2. Rxd2 ~ 3. Bd5#
1. ... Rxh2 2. Kg8! Rd2 3. Bb5 ab 4. Qc7 Rxa7 5. Qc8#